# Gálajávrre
Gálajávrre, enligt tidigare ortografi Kalajaure, är en sjö i Gällivare kommun i Lappland som ingår i Luleälvens huvudavrinningsområde. Sjön har en area på 0,772 kvadratkilometer och ligger 655 meter över havet. Sjön avvattnas av vattendraget Gálajåhkå.

## Delavrinningsområde
Gálajávrre ingår i det delavrinningsområde (752938-155264) som SMHI kallar för Mynnar i Upmasluoppal. Medelhöjden är 689 meter över havet och ytan är 15,75 kvadratkilometer. Det finns inga avrinningsområden uppströms utan avrinningsområdet är högsta punkten. Gálajåhkå som avvattnar avrinningsområdet har biflödesordning 3, vilket innebär att vattnet flödar genom totalt 3 vattendrag (Ubmasjåhkå, Stora Luleälven, Luleälven) innan det når havet efter 377 kilometer. Avrinningsområdet består mestadels av skog (14 procent) och kalfjäll (77 procent). Avrinningsområdet har 1,17 kvadratkilometer vattenytor vilket ger det en sjöprocent på 7,5 procent.